# Ebony Drysdale Daley
Ebony Drysdale Daley (ur. 21 stycznia 1995) – brytyjska, a od 2019 roku  jamajska judoczka. Olimpijka z Tokio 2020, gdzie zajęła siedemnaste miejsce w wadze średniej
Uczestniczka mistrzostw świata w 2019, 2021, 2022 i 2023. Startowała w Pucharze Świata w latach 2014–2016, 2018, 2019, 2022 i 2023. Piąta na igrzyskach panamerykańskich w 2019. Srebrna medalistka igrzysk Wspólnoty Narodów w 2022. Wygrała mistrzostwa wspólnoty narodów w 2019. Piąta na mistrzostwach panamerykańskich w 2020 roku.

## Letnie Igrzyska Olimpijskie 2020
| Konkurencja | Eliminacje           | Klas. końcowa |
| Konkurencja | Przeciwnik I         | Miejsce       |
| ----------- | -------------------- | ------------- |
| 70 kg       | Bárbara Timo (POR) P | 17.           |